# Valaurie
Ne doit pas être confondu avec Vallauris.
Valaurie est une commune française située dans le département de la Drôme en région Auvergne-Rhône-Alpes.

## Géographie

### Localisation
Rattachée à la communauté de communes Enclave des Papes-Pays de Grignan, la commune de Valaurie est située entre Donzère (à l'ouest) et Grignan (à l'est).

### Relief et géologie
Sites particuliers :
- Col de la Justice ;
- Combe de Berre ;
- Combe Léron ;
- Val des Nymphes[2] (non confirmé par Geoportail).

### Hydrographie
La commune est arrosée par les cours d'eau suivants :
- la Berre (affluent du Rhône) ;
- la Vence (affluent de la Berre) ;
- le ravin de la Pigne ;
- le ravin de la Riaille ;
- le ravin des Écharavelles
- le ravin des Temples ;
- le ravin du Gournier ;
- le ravin du Grand Vallat.

### Climat
Pour des articles plus généraux, voir Climat d'Auvergne-Rhône-Alpes et Climat de la Drôme.
En 2010, le climat de la commune est de type climat méditerranéen franc, selon une étude du Centre national de la recherche scientifique s'appuyant sur une série de données couvrant la période 1971-2000. En 2020, Météo-France publie une typologie des climats de la France métropolitaine dans laquelle la commune est exposée à un climat méditerranéen et est dans la région climatique  Provence, Languedoc-Roussillon, caractérisée par une pluviométrie faible en été, un très bon ensoleillement (2 600 h/an), un été chaud (21,5 °C), un air très sec en été, sec en toutes saisons, des vents forts (fréquence de 40 à 50 % de vents > 5 m/s) et peu de brouillards. 
Pour la période 1971-2000, la température annuelle moyenne est de 13,4 °C, avec une amplitude thermique annuelle de 17,5 °C. Le cumul annuel moyen de précipitations est de 842 mm, avec 6,2 jours de précipitations en janvier et 3,6 jours en juillet. Pour la période 1991-2020, la température moyenne annuelle observée sur la station météorologique de Météo-France la plus proche, « Donzère », sur la commune de Donzère à 9 km à vol d'oiseau, est de 14,5 °C et le cumul annuel moyen de précipitations est de 826,1 mm,. Pour l'avenir, les paramètres climatiques de la commune estimés pour 2050 selon différents scénarios d'émission de gaz à effet de serre sont consultables sur un site dédié publié par Météo-France en novembre 2022.

### Voies de communication et transports
Valaurie est accessible par la RD 541 depuis Grignan et par la RD 133 depuis Montélimar.
Les gares TGV les plus proches sont celle d'Avignon et de Valence.
Les deux aéroports les plus importants sont ceux de Lyon et Avignon.

## Urbanisme

### Typologie
Au 1er janvier 2024, Valaurie est catégorisée commune rurale à habitat dispersé, selon la nouvelle grille communale de densité à 7 niveaux définie par l'Insee en 2022.
Elle est située hors unité urbaine et hors attraction des villes,.

### Occupation des sols
L'occupation des sols de la commune, telle qu'elle ressort de la base de données européenne d’occupation biophysique des sols Corine Land Cover (CLC), est marquée par l'importance des forêts et milieux semi-naturels (49,1 % en 2018), une proportion sensiblement équivalente à celle de 1990 (49,5 %). La répartition détaillée en 2018 est la suivante : zones agricoles hétérogènes (46 %), forêts (45,9 %), milieux à végétation arbustive et/ou herbacée (3,2 %), zones urbanisées (2,6 %), zones industrielles ou commerciales et réseaux de communication (2,1 %), cultures permanentes (0,2 %). L'évolution de l’occupation des sols de la commune et de ses infrastructures peut être observée sur les différentes représentations cartographiques du territoire : la carte de Cassini (XVIIIe siècle), la carte d'état-major (1820-1866) et les cartes ou photos aériennes de l'IGN pour la période actuelle (1950 à aujourd'hui).

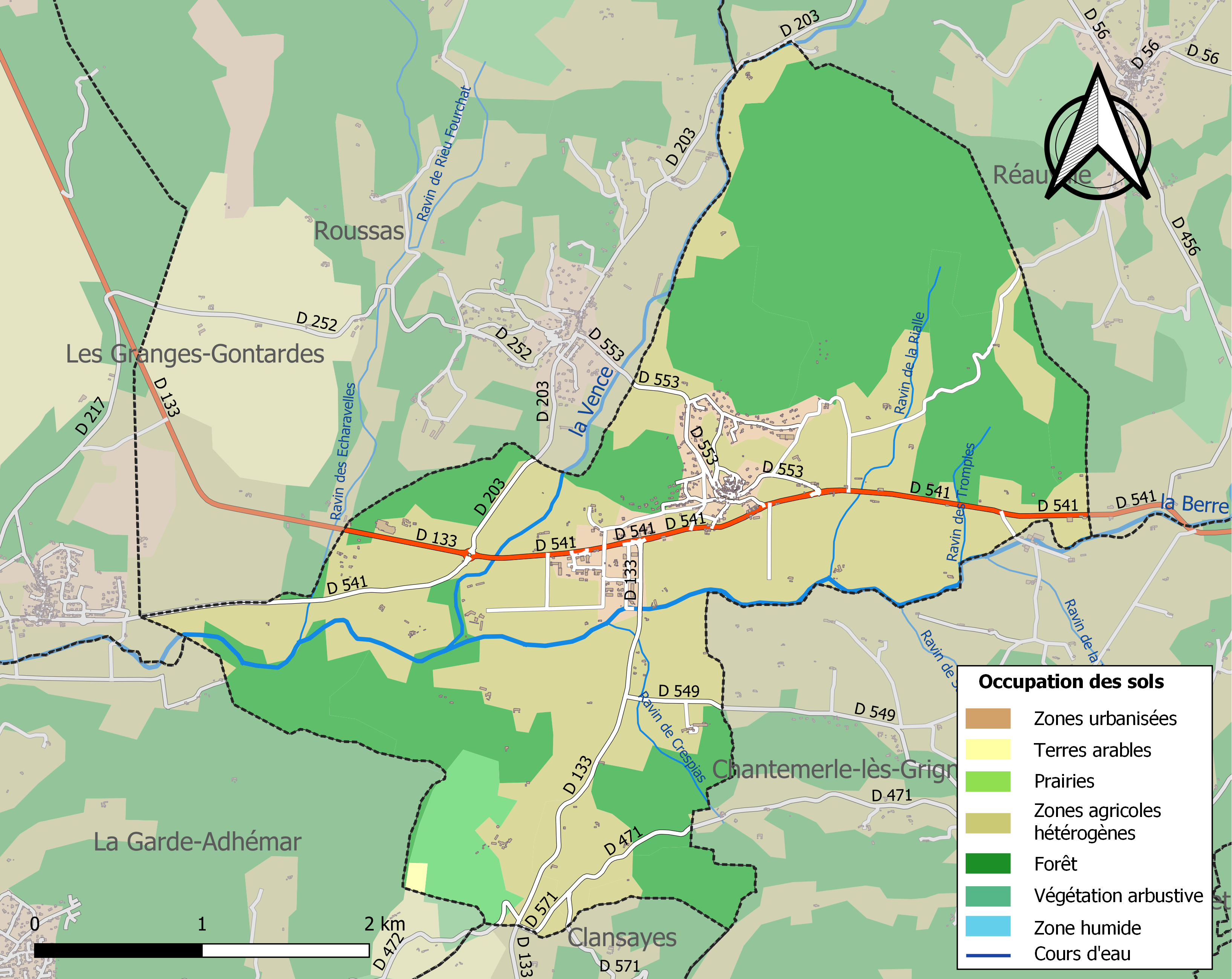
Carte des infrastructures et de l'occupation des sols de la commune en 2018 (CLC).

### Morphologie urbaine

#### Quartiers, hameaux et lieux-dits
Site Géoportail (carte IGN) :
- Carrière
- Chabanas
- Clavon
- Crespias
- Eyguebelle
- Fangeras
- Germanias
- Jonchier
- la Croix du Grés
- la Grenoble
- la Mégeonne
- la Mine
- la Sausse
- le Bœuf
- le Bréchet
- le Colombier
- le Devès
- le Foulon
- le Gournier
- le Molard
- le Plan du Fraisse
- le Renard
- les Blaches
- les Brugières
- les Combes
- les Condamines
- les Écharavelles
- le Serre Rouge
- le Soulier
- l'Espérance
- les Planes
- les Sablières
- les Traverses
- le Travers
- Passeras
- Pigière
- Plan Long
- Salvador

## Toponymie
Dictionnaire topographique du département de la Drôme :
- 1291 : Valauria (cartulaire de Montélimar, 33).
- 1291 : castrum de Vallauria (Valbonnais, II, 59).
- 1297 : castrum de Valle Aurea (Bibl. nat., mss. fonds lat., 9239).
- 1298 : castrum Vallis Aureae (ann. d'Aiguebelle, I, 467).
- 1352 : castrum et territorium de Valleaurea (Long, notaire à Grignan).
- 1442 : castrum de Valloria (choix de docum., 279).
- 1512 : locus Vallisauree (Long, notaire à Grignan).
- 1525 : Valaury (correspondance de Lesdiguières, III, 18).
- 1777 : Vallaurie (état de sections).
- 1891 : Valaurie, commune du canton de Grignan.

### Étymologie
M. de Coston explique l'étymologie de Valaurie[réf. nécessaire] :
- soit de « vallée d'or » (Vallis aureae) à cause de sa verdure et de sa fertilité ;
- soit de « vallée venteuse » (aura) à cause des vents qu'une autre vallée perpendiculaire à la Berre, la vallée de la Vence, y entretient d'ordinaire ;
- soit de « vallée de l'eau » à cause de la présence du radical *ur, *ura signifiant « eau, pluie ».

## Histoire

### Préhistoire
Ateliers préhistoriques de taille.

### Antiquité: les Gallo-romains
Nécropole gallo-romaine.

### Du Moyen Âge à la Révolution
La seigneurie :
- Au point de vue féodal, Valaurie était une terre du patrimoine des Adhémar.
- 1253 : une moitié appartient aux Decan d'Uzès qui en font hommage aux comtes de Valentinois.
- (non daté) : l'autre moitié appartient aux Chambaud.
- Vers 1590 : les Decan lèguent leur part aux Beaumont.
- La part des Beaumont passe (par héritage) aux (du) Plan.
- 1603 : la part des (du) Plan est vendue aux Escalin des Aimars.
- Les Escalin acquièrent la part des Chambaud.
- 1706 : le tout est légué aux Castellanne-Adhémar.
- Vers 1723 : la seigneurie passe (par mariage) aux Villeneuve-Vence.
- 1784 : elle est vendue aux (d')Hugues, derniers seigneurs.

Autre version : possession du capitaine Pollin (de la Garde-Adhémar) puis des seigneurs d'Uzès.
Avant 1790, Valaurie était une communauté de l'élection de Montélimar, de la subdélégation de Saint-Paul-Trois-Châteaux et de la sénéchaussée de Montélimar.

Elle formait une paroisse du diocèse de Saint-Paul-Trois-Châteaux. Son église, dédiée à saint Martin, était celle d'un prieuré séculier (uni à la sacristie du chapitre cathédral de Saint-Paul-Trois-Châteaux) qui avait, de ce chef, la collation de la cure et les dîmes de cette paroisse.

### De la Révolution à nos jours
En 1790, la commune est comprise dans le canton de Donzère. La réorganisation de l'an VIII (1799-1800) la place dans le canton de Grignan.

## Politique et administration

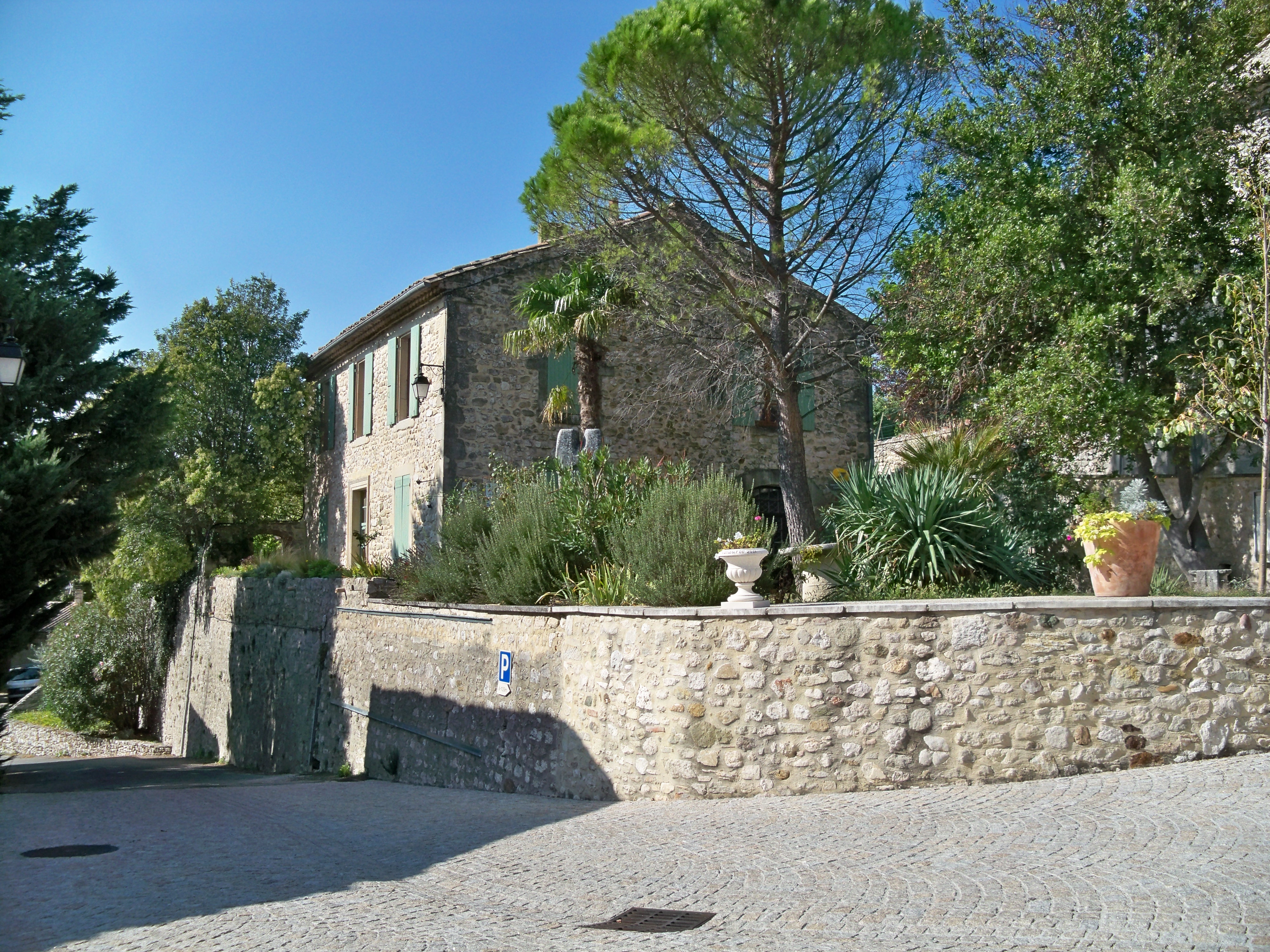
Mairie de Valaurie.

### Liste des maires
| Période                                                                      | Période                        | Identité                           | Étiquette | Qualité       |
| ---------------------------------------------------------------------------- | ------------------------------ | ---------------------------------- | --------- | ------------- |
| Les données manquantes sont à compléter. : de la Révolution au Second Empire |                                |                                    |           |               |
| 1790                                                                         | 1871                           | ?                                  |           |               |
| Les données manquantes sont à compléter. : depuis la fin du Second Empire    |                                |                                    |           |               |
| 1871                                                                         | 1874                           | ?                                  |           |               |
| 1874                                                                         | 1878                           | ?                                  |           |               |
| 1878                                                                         | 1884                           | ?                                  |           |               |
| 1884                                                                         | 1888                           | ?                                  |           |               |
| 1888                                                                         | 1892                           | ?                                  |           |               |
| 1892                                                                         | 1896                           | ?                                  |           |               |
| 1896                                                                         | 1900                           | ?                                  |           |               |
| 1900                                                                         | 1904                           | ?                                  |           |               |
| 1904                                                                         | 1908                           | ?                                  |           |               |
| 1908                                                                         | 1912                           | ?                                  |           |               |
| 1912                                                                         | 1919                           | ?                                  |           |               |
| 1919                                                                         | 1925                           | ?                                  |           |               |
| 1925                                                                         | 1929                           | ?                                  |           |               |
| 1929                                                                         | 1935                           | ?                                  |           |               |
| 1935                                                                         | 1945                           | ?                                  |           |               |
| 1945                                                                         | 1947                           | ?                                  |           |               |
| 1947                                                                         | 1953                           | ?                                  |           |               |
| 1953                                                                         | 1959                           | ?                                  |           |               |
| 1959                                                                         | 1965                           | ?                                  |           |               |
| 1965                                                                         | 1971                           | ?                                  |           |               |
| 1971                                                                         | 1977                           | ?                                  |           |               |
| 1977                                                                         | 1983                           | ?                                  |           |               |
| 1983                                                                         | 1989                           | ?                                  |           |               |
| 1989                                                                         | 1995                           | ?                                  |           |               |
| 1995                                                                         | 2001                           | ?                                  |           |               |
| 2001                                                                         | 2008                           | Jean-Paul Raba                     |           |               |
| 2008                                                                         | 2020                           | Luc Chambonnet                     | DVG       | fonctionnaire |
| 2014                                                                         | 2020                           | Luc Chambonnet                     |           | maire sortant |
| 2020                                                                         | En cours (au 24 décembre 2020) | Christian Fau[source insuffisante] |           |               |

### Rattachements administratifs et électoraux
Valaurie est l'une des quatorze communes de la communauté de communes du Pays de Grignan.
La commune participe également à plusieurs autres syndicats intercommunaux :
- le SI Valrousse, en partenariat avec le village voisin de Roussas, pour la gestion du groupe scolaire commun[17] ;
- le SI de la Berre, pour l'aménagement et la gestion de la Berre[18] ;
- le SI du Clavon', pour la gestion de la zone d'activité artisanale[19].

Elle a appartenu au SI Télévision (depuis fusionnée avec celui du département) pour la gestion de la réception télévisuelle sur le canton

### Jumelages
| Valaurie Longare |

Valaurie est jumelée avec la ville italienne de Longare, en Vénétie. Le jumelage entre les deux villages date de 2001. Plusieurs voyages culturels et sportifs sont organisés, chaque année.

## Population et société

### Démographie
L'évolution du nombre d'habitants est connue à travers les recensements de la population effectués dans la commune depuis 1793. Pour les communes de moins de 10 000 habitants, une enquête de recensement portant sur toute la population est réalisée tous les cinq ans, les populations de référence des années intermédiaires étant quant à elles estimées par interpolation ou extrapolation. Pour la commune, le premier recensement exhaustif entrant dans le cadre du nouveau dispositif a été réalisé en 2005.

En 2022, la commune comptait 720 habitants, en évolution de +21,42 % par rapport à 2016 (Drôme : +2,64 %, France hors Mayotte : +2,11 %).
| 1793 | 1800 | 1806 | 1821 | 1831 | 1836 | 1841 | 1846 | 1851 |
| ---- | ---- | ---- | ---- | ---- | ---- | ---- | ---- | ---- |
| 425  | 359  | 388  | 501  | 552  | 604  | 587  | 572  | 563  |

| 1856 | 1861 | 1866 | 1872 | 1876 | 1881 | 1886 | 1891 | 1896 |
| ---- | ---- | ---- | ---- | ---- | ---- | ---- | ---- | ---- |
| 581  | 609  | 589  | 607  | 562  | 545  | 520  | 503  | 486  |

| 1901 | 1906 | 1911 | 1921 | 1926 | 1931 | 1936 | 1946 | 1954 |
| ---- | ---- | ---- | ---- | ---- | ---- | ---- | ---- | ---- |
| 448  | 423  | 388  | 325  | 336  | 330  | 295  | 304  | 284  |

| 1962 | 1968 | 1975 | 1982 | 1990 | 1999 | 2005 | 2006 | 2010 |
| ---- | ---- | ---- | ---- | ---- | ---- | ---- | ---- | ---- |
| 262  | 269  | 278  | 365  | 386  | 508  | 540  | 531  | 528  |

| 2015 | 2020 | 2022 | - | - | - | - | - | - |
| ---- | ---- | ---- | - | - | - | - | - | - |
| 589  | 692  | 720  | - | - | - | - | - | - |

### Enseignement
Valaurie dépend de l'académie de Grenoble.

Les élèves de Valaurie commencent leurs études au groupe scolaire Valrousse, situé sur la commune de Roussas. Elle est composée de quatre classes de maternelle et primaire, pour un total de 94 élèves. Elle est gérée conjointement par les deux communes, via le syndicat intercommunal Valrousse.

Les collèges et lycées les plus proches se situent à Saint-Paul-Trois-Châteaux, Pierrelatte et Montélimar[réf. nécessaire].

### Manifestations culturelles et festivités
- Fête du printemps : les 9 et 10 juin[2].
- Fête patronale : le dimanche après le 11 novembre[2].
- Les Nuits de Valaurie : illuminations et animations[2].

### Cultes
L'église catholique de Valaurie dépend du diocèse de Valence, doyenné de Taulignan.

## Économie

### Agriculture
En 1992 : céréales, vignes (vin AOC Coteaux du Tricatin), lavande (distillerie), ovins, volailles.
- Coopérative agricole[2].

Vigne : grignan-les-adhémar. le domaine viticole Rozel, famille de vignerons depuis 1464, est présent sur le terroir communal depuis 1920.
Marché : le dimanche matin (place de l'Église)[réf. nécessaire].

### Industrie
- Distillerie Eyguebelle : confection de sirops et liqueurs[31].

### Tourisme
L'hébergement touristique est assuré par des hôtels, gîtes et chambres d'hôtes, camping à la ferme.

## Culture locale et patrimoine

### Lieux et monuments
- Vestiges du château : remparts et tours[2].
- Église romane (XIe et XIIe siècles) isolée (MH) : clocher-porche[2].

Église Saint-Martin des XIIe et XVe siècles (inscrit MH en 1926).
- Maisons anciennes : beaux porches[2].
- Fontaine[2].
- Lavoir (fin XIXe siècle)[réf. nécessaire].
- Fermes fortes[2].

### Patrimoine culturel
- Le musée de la distillerie Eyguebelle fait découvrir l'histoire entreprise locale. Ce tourisme industriel, montre la fabrication de sirops et liqueurs depuis 1711[34].
- Centre artistique et artisanal : exposition et galeries[2].
- Art : dans les années 1970, les artistes François Jullien (sculpteur alliant la terre, le verre et le métal) et Hannah (peintre) ont créé le collectif d'artiste é mouvances qui propose des expositions dans le village[réf. nécessaire].
- La maison de la Tour est un lieu permanent d'expositions (peintures, sculptures, etc.) et d'animations culturelles (concerts, animations théâtrales) géré par l'association du même nom[réf. nécessaire].

### Patrimoine naturel
- Falaises ruiniformes[2].

### Personnalités liées à la commune
- Michel Stiévenart (1910-1991) : sculpteur qui réalisa la sculpture du jardin de la mairie[réf. nécessaire].

### Héraldique, logotype et devise
|  | Valaurie possède des armoiries dont l'origine et le blasonnement exact ne sont pas disponibles. |